# 駒ケ根高原美術館

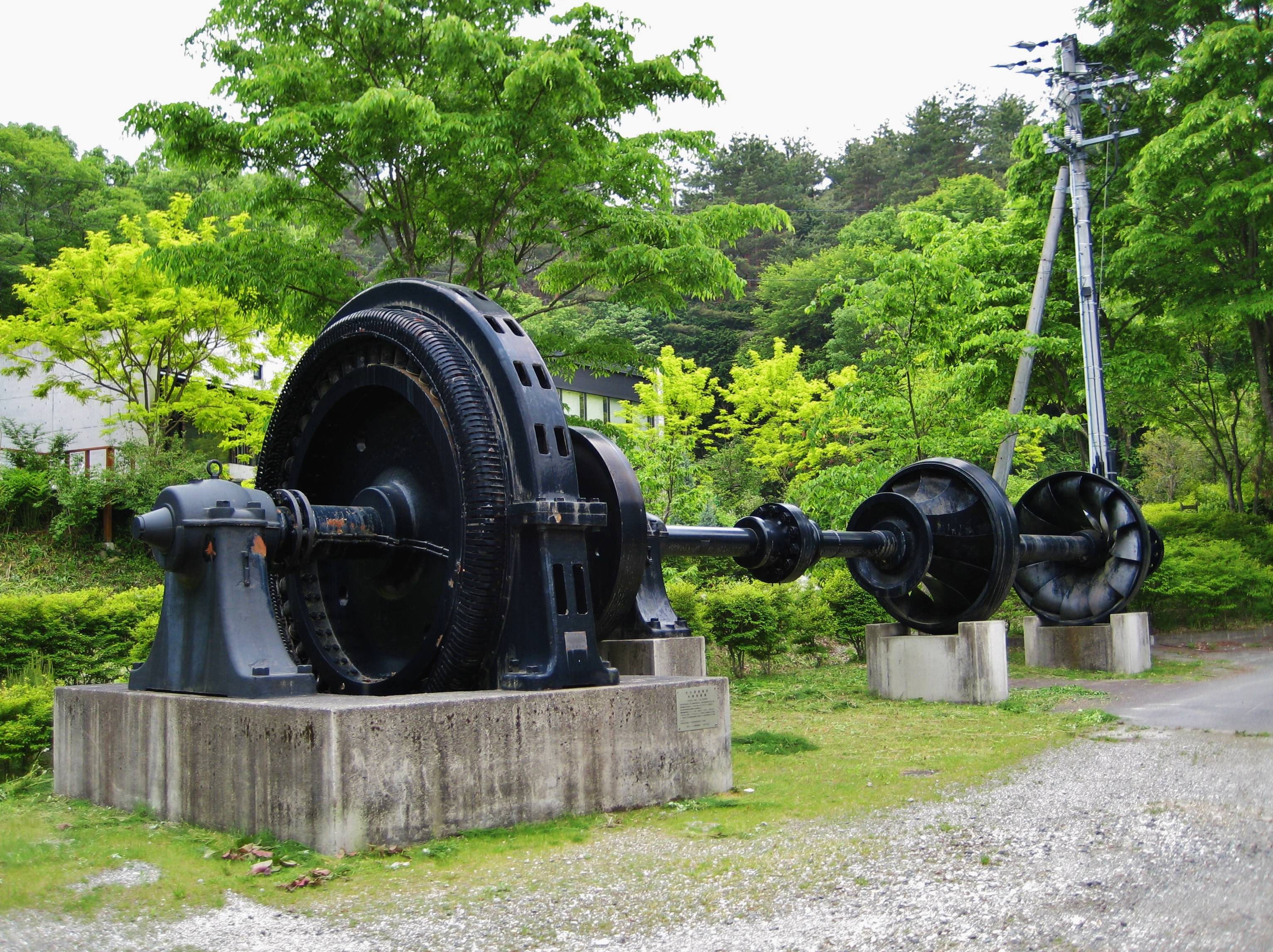
屋外展示（中部電力大久保発電所水車発電機、2008年撮影）

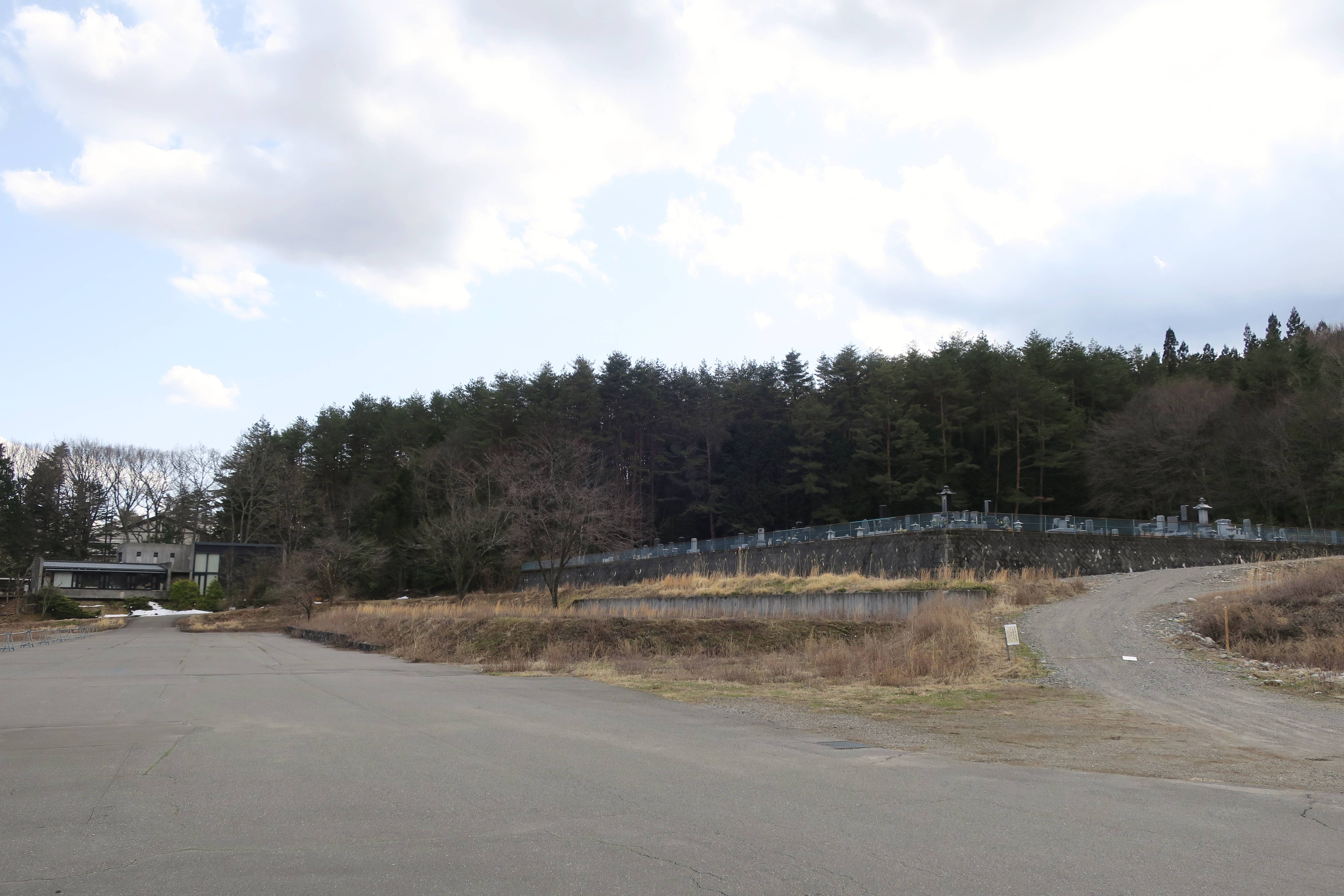
跡地（2022年）

駒ケ根高原美術館（こまがねこうげんびじゅつかん）は、長野県駒ヶ根市にあった美術館。

## 施設
当館は1993年（平成5年）4月8日に開館した。木曽山脈（中央アルプス）のふもと、駒ヶ根高原の光前寺前に立地。黒色を基調とした屋根の意匠は、宝剣岳をイメージしたものである。1階と2階が展示スペースとなっており、第1から第8までの展示室（ギャラリー）があった。本館に隣接して多目的ホールを備えた別館「VITA AMOR」があり、屋外には中部電力大久保発電所でかつて使用されていた水車発電機が展示されていた。
主に現代美術を扱っており、芸術家の意図を汲み取った立体的な展示手法が特長であった。地元住民との交流、特に小・中学生への教育に注力。各種ワークショップや講演会、コンサート、さらには結婚式を開催するなどし、一連の取り組みが高く評価されていた。
当館は毎年、冬から春にかけて休館するのが恒例であった。2016年（平成28年）も11月1日から冬期休館に入り、翌2017年（平成29年）4月30日まで休館の予定であったが、休館明けを控えた4月6日、公式ウェブサイト上で2018年（平成30年）3月31日まで休館を延長すると発表された。当館を運営していた公益財団法人芸術文化振興会の解散に伴い、再開を待たずして2017年9月15日をもって閉館した。跡地は更地となっている。

## 利用情報
2017年当時の当館公式ウェブサイトによる。
- 開館時間：10時 - 16時30分（最終受付15時30分）
- 休館日：毎週水曜日、冬期休館
- 入場料：大人800円、大学生・高校生500円、中学生・小学生300円。団体・障がい者割引あり。
- バリアフリー：エレベーター・スロープ未設置

## 収蔵作家
2017年当時の当館公式ウェブサイトによる。
- 安達博文
- 池田満寿夫
- 岩本拓郎
- 大竹伸朗
- 大沼映夫
- 小笠原賢雄
- 木下五郎
- 草間彌生
- 柴田久慶
- 瀬戸剛
- 瀬戸團治
- 竹久夢二
- 司修
- 中川タマオ
- 夏目有彦
- 羽生出
- 浜田知明
- 藤原新也
- 牧内則雄
- 水野英男
- 宮田三郎
- 吉江新二
- オーギュスト・ロダン
- オノレ・ドーミエ
- ジョルジュ・ルオー
- フランシスコ・デ・ゴヤ

## 企画展
2017年当時の当館公式ウェブサイトによる（2012年のみ、2012年7月当時の当館公式ウェブサイトによる）。
- 1993年（平成5年）
  - 駒ケ根高原美術館（であい・いのち・ふたたび）駒ヶ根文化フォーラム「美的生活のススメ－創作者からのメッセージ」
  - 細井篤×大竹伸朗展
- 1994年（平成6年）
  - 草間彌生展「オブセッショナルアート　孤独　沈思　無限」
  - 牧内則雄展
  - 芹沢桂介展「生誕百年記念－色と模様の造形－」
- 1995年（平成7年）
  - 「近代絵画珠玉のコレクション展－美と魂の出会い－」
  - 「起源2000年目の彫刻家　細川宗英」
  - 「丸田恭子の世界展」
  - 岩本拓郎展「IWAMOTO TAKURO WORKS 1975-95」
- 1996年（平成8年）
  - 写真のパシャール展「木村伊兵衛賞にみる日本現代写真の系譜」
  - 柴田久慶展「色・女・その不条理なるもの」
  - 中村進「母なる大地の節理と憧憬」・水野英男展「土・炎・祈り」
- 1997年（平成9年）
  - 書家展「新春　墨光のハーモニー」
  - 池田満寿夫　追悼作品展
  - 長野冬季オリンピック開催記念事業1「小鳥が教えてくれた21世紀の住環境展」
  - アールヌーボーの華　アルフォンス・ミュシャの世界展
  - 長野冬期オリンピック開催記念事業2「アジア民族造形展－幻想のアジア・祈り－」
- 1998年（平成10年）
  - 長野冬季オリンピック開催記念事業3「韓国伝承工芸名品展」
  - 松澤宥展「E.T.Hよ地球外生命体仮説よ－あなたは量子芸術に出遭ったことがありますか－」
  - 草間彌生展「時がKUSAMAに占有された」
  - 星野勝×キルハラハシコ写真展「ever-Vehicle」
  - アルゼンチン・日本現代版画展
  - 清水博純　写真展「女優　大地喜和子七回忌」
- 1999年（平成11年）
  - 赤塚祐二展「Walk About 1991-1999」
  - 野沢明法展「人体死は詩　Body－Dead Hertz Singing a Poem」
  - 木下五郎展「SILVA MATER　うつろうもの－その内なる眼差し」
  - 横澤恭子展「時空の流れ　発生／生長／終焉／次なる発生」
  - 5人展「伝言－刻を超える　それぞれの表現」
  - 高橋靖夫「地にあるものたち」
- 2000年（平成12年）
  - 津野祐次の写真による「奥の細道」展
  - 芸術選奨文部大臣賞受賞記念「草間彌生現代美術展」
  - 「旬どきミレニアム　時井・丸山・向山3人展」
  - 「日本現代工芸美術展 in NAGANO」
  - 「藤原新也　旅の軌跡」
- 2001年（平成13年）
  - 没後20年「冬青　小林勇展」
  - ゴヤ・浜田知明展「忘れない・忘れたくない－We never forget That.－」
  - 有賀則子展「染色だより－センスのよい日常生活のために－」
  - 東京藝術大学退官記念「大沼映夫展」
- 2002年（平成14年）
  - 立川義明展「彫刻家のつむいだフォルムの詩」
  - 岡正子展　「21世紀シルク革命－She will be SILK revolution again－」
  - アジア民族造形展「木の民族造形」
  - 山寺重子展「こんなにも自由な・・・表現」
  - 中山秀幸写真展「アンデスの空・風・大地」
  - 吉江新二展「消すことのできないかたち」
  - 榊原嘉徳写真展「オリンピックゴールドメダリストを含む－妖精たちの極美」
- 2003年（平成15年）
  - 駒美展「VER ANIMA－春の息吹」
  - 柳沢京子展「治　ひらひら」
  - 開館10周年記念シンポジウム「芸術の場所」
  - 村上忠志展「描くことの意味」
  - パッチワークキルト展「村上光子の世界」
  - 加島祥造展「川と語り、小鳥とうたう　伊那谷」
  - 坂本勇展「WORKS'78－2003－色彩と空間と象－」
- 2004年（平成16年）
  - 駒ケ根高原美術館「友の会展」－Art of Friendship Forever－
  - チョロQ展
  - 選ばれた21の表現－The supported by S.Yamadera.－
  - 飯沼一道展　平面・かたち・象　Remember/Heart/Flat
  - 市瀬貞人　ポーランド帰国　作陶50年記念展
  - 木下晋展　深いものの本質と意味
  - 木下五郎　日展会員記念　SILVA MATER　打・響・象
- 2005年（平成17年）
  - 三十六歌仙画帖展示
  - 小林とむぼ展　－さぁ、話してごらん！－
  - 安達博文展　現代の写楽か－安達の目－
  - 小西朝子展　KUNST・Mental・Simple
  - 西村冨彌展－子供の領分－
- 2006年（平成18年）
  - 鞠安日出子　イコン展／隠れキリシタンの聖画展　中城忠撮影
  - 三十六歌仙画帖展示
  - 津野祐次写真展－光と山木の交響曲－
  - 東京藝術大学退任記念　中林忠良展
  - '06信州現代抽象画展
  - 桜田晴義展－視覚を超える表現
  - 菅野充造展　主張する－いろ・かたち
- 2007年（平成19年）
  - 文化庁芸術拠点事業「日本文化の普遍性と能装束の美」
  - 本多勝一展－ニセモノを見ぬ抜きホンモノをめざすジャーナリズムを
  - 東京藝術大学退任記念　羽生出展－面と空間の詩学
  - 11人・美の領域　域　長野展
  - スペインを選んだクリエイター Seis Alas
- 2008年（平成20年）
  - 有賀忍展　童心の風景－父は星・母は花
  - 開館15周年記念　美の軌跡－寄贈作品秀作展
- 2009年（平成21年）
  - 信州美術作家展－創造の表情
  - 城康夫展　現代美術に表現された－雪・月・花
  - 日本の春夏－駒美でのお花見・初夏の風
- 2010年（平成22年）
  - 草間彌生文化功労者記念秀作展示
  - 光前寺1150年祭　光前寺宝物特別展示
  - 中山秀幸写真遺作展－山に愛された男がのこしたもの
  - 北原勝史展　ぼくのまわり－景色
  - 高橋靖夫・柴田久慶　Ima Korekara Sorekara
- 2011年（平成23年）
  - ふたつのアルプスをいろどる天上のお花畑　山の情景／津野祐次
  - ウォルト・ディズニーの世界　ぼくのゆめ
  - 浜田知明　特別展示
  - 田中邦治の世界　生命の讃歌－感動と祈り展
  - 100年持続する現代美術－学芸員の選んだアバンギャルド
- 2012年（平成24年）
  - 鞠安日出子　イコンの世界
- 2013年（平成25年）
  - 柴田久慶展
  - 小笠原賢雄展（収蔵展）
- 2014年（平成26年）
  - 信州のアール・ブリュット展
  - 坂本勇展
  - 前後会 （3人のアートユニット） - 佐藤央育・星野健二・山口功
  - 前沢知子展
- 2015年（平成27年）
  - 廃材アート×アール・ブリュット展
  - 横井弘三
  - 有賀忍展
- 2016年（平成28年）
  - 北原勝史展
  - 前田博　機関車と欧州風景
  - 宮田三郎　木版画展

## 交通アクセス
公共交通機関
JR飯田線・駒ケ根駅から路線バス「駒ヶ岳ロープウェイ線」に乗車（12分間）、「切石公園下」バス停留所にて下車、徒歩約7分間。
自家用自動車
中央自動車道・駒ヶ根インターチェンジから自動車で約2分間。